# T.N.T.
T.N.T. — другий студійний альбом австралійського хард-рок гурту AC/DC; презентація альбому відбулась 1 грудня 1975 року.

## Про альбом
Диск офіційно видавався лише в Австралії, проте 7 із 9 його пісень (крім «Rocker» і «School Days») увійшли в міжнародну версію альбому High Voltage. Пісня «Rocker», в скороченому варіанті (2:51), увійшла в міжнародну версію альбому Dirty Deeds Done Dirt Cheap. Кавер-версія пісні Чака Беррі «School Days» довго залишалася не виданою для міжнародної аудиторії, поки в 1997 році не увійшла до збірки Bonfire.
Пісні «High Voltage», «It's a Long Way to the Top (If You Wanna Rock 'n' Roll)» і «TNT» вийшли як сингли (остання — тільки в Австралії). «High Voltage» піднялася до 48-го місця у британському чарті. На пісню «It's a Long Way to the Top (If You Wanna Rock 'n' Roll)» було знято відео (режисер Пол Дрейн, оператор Девід Олні). Існують дві інші версії відео.
Пісня «Can I Sit Next to You Girl» була записана ще в 1974 році з першим вокалістом групи Дейвом Евансом і була випущена як дебютний сингл групи, проте для альбому вона була переписана з вокалом Бона Скотта.
Після терористичних актів 11 вересня 2001 року трек «TNT» був включений в список потенційно небезпечних пісень, не рекомендованих для трансляції по радіо в США.

## Список композицій
Всі пісні написані Ангусом Янгом, Малколмом Янгом і Боном Скоттом, крім зазначених окремо.
| #  | Назва                                                     | Автор          | Тривалість |
| -- | --------------------------------------------------------- | -------------- | ---------- |
| 1. | «It’s a Long Way to the Top (If You Wanna Rock ’n’ Roll)» |                | 5:15       |
| 2. | «Rock ’n’ Roll Singer»                                    |                | 5:04       |
| 3. | «The Jack»                                                |                | 5:52       |
| 4. | «Live Wire»                                               |                | 5:49       |
| 5. | «T.N.T.»                                                  |                | 3:34       |
| 6. | «Rocker»                                                  |                | 2:55       |
| 7. | «Can I Sit Next to You Girl»                              | А. Янг, М. Янг | 4:12       |
| 8. | «High Voltage»                                            |                | 4:22       |
| 9. | «School Days»                                             | Чак Беррі      | 5:23       |

На грамплатівках пісні «High Voltage» та «Rocker» довші зазначеного — у CD-версії ці треки скорочені

## Музиканти
- Бон Скотт — вокал
- Анґус Янґ — електрогітара
- Малколм Янґ — ритм-гітара, бек-вокал
- Марк Еванс — бас-гітара
- Філ Радд — барабани

## Чарти
| Чарт (1975)                               | Позиція |
| ----------------------------------------- | ------- |
| Australian Kent Music Report Albums Chart | 1       |
| Australian Albums Chart                   | 20      |
| New Zealand Albums Chart                  | 35      |